# 38270 Wettzell
38270 Wettzell este un asteroid din centura principală de asteroizi.

## Descriere
38270 Wettzell este un asteroid din centura principală de asteroizi. A fost descoperit pe 11 septembrie 1999 la Heppenheim la Observatorul din Heppenheim. Asteroidul prezintă o orbită caracterizată de o semiaxă mare de 2,55 UA, une excentricité de 0,25 și o înclinație de 14,5° în raport cu ecliptica.